# 新時代傳媒集團
新時代傳媒集團（英文：Fairchild Media Group）是加拿大唯一一個全國中文傳媒集團，隸屬華裔商人馮永發旗下新時代集團，並於溫哥華、多倫多及卡加利三地經營多個不同中文傳媒機構。

## 電視台
新時代傳媒集團旗下有兩間中文電視台，分別為：

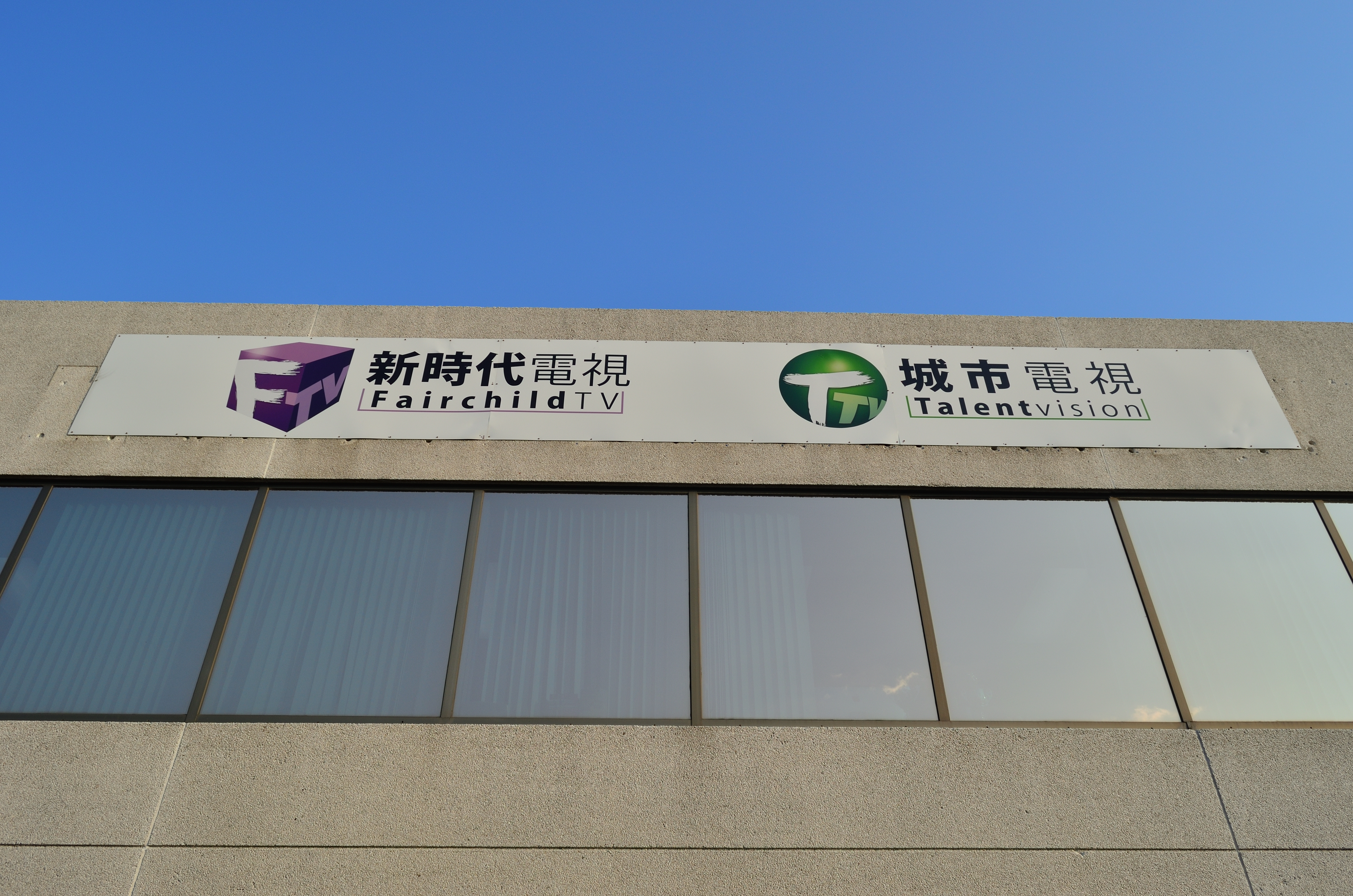
位於安大略的新時代電視與城市電視錄影廠

- 新時代電視（Fairchild TV）：現為全國廣播粤語收費電視台
- 城市電視（Talentvision）：現為全國廣播普通話收費電視台

新時代電視前身是加拿大中文電視台（Chinavision），1984年於多倫多由章小蕙之父Francis K.K. Cheung創立。城市電視前身則是世界電視（World View Television），1982年於溫哥華成立，並於1985年賣盆後改稱國泰電視（Cathay Television）。新時代集團於1992年宣佈聯同電視廣播國際有限公司收購該兩台，兩項交易分別於1993年10月和12月獲加拿大視訊委員會（加拿大廣播電視及通訊委員會）批准。兩台隨後進行改組：國泰電視易名為城市電視，而加拿大中文電視台則易名為新時代電視。
改組後，新時代電視主要以粤語全國廣播。城市電視初時為地區性收費電視，只限於卑詩省接收，並以粤語及普通話廣播。城市電視後於1998年改為全普通話廣播，並於2001年開始全國播放。
電視廣播國際有限公司現佔該兩台約20%股權。

## 電台

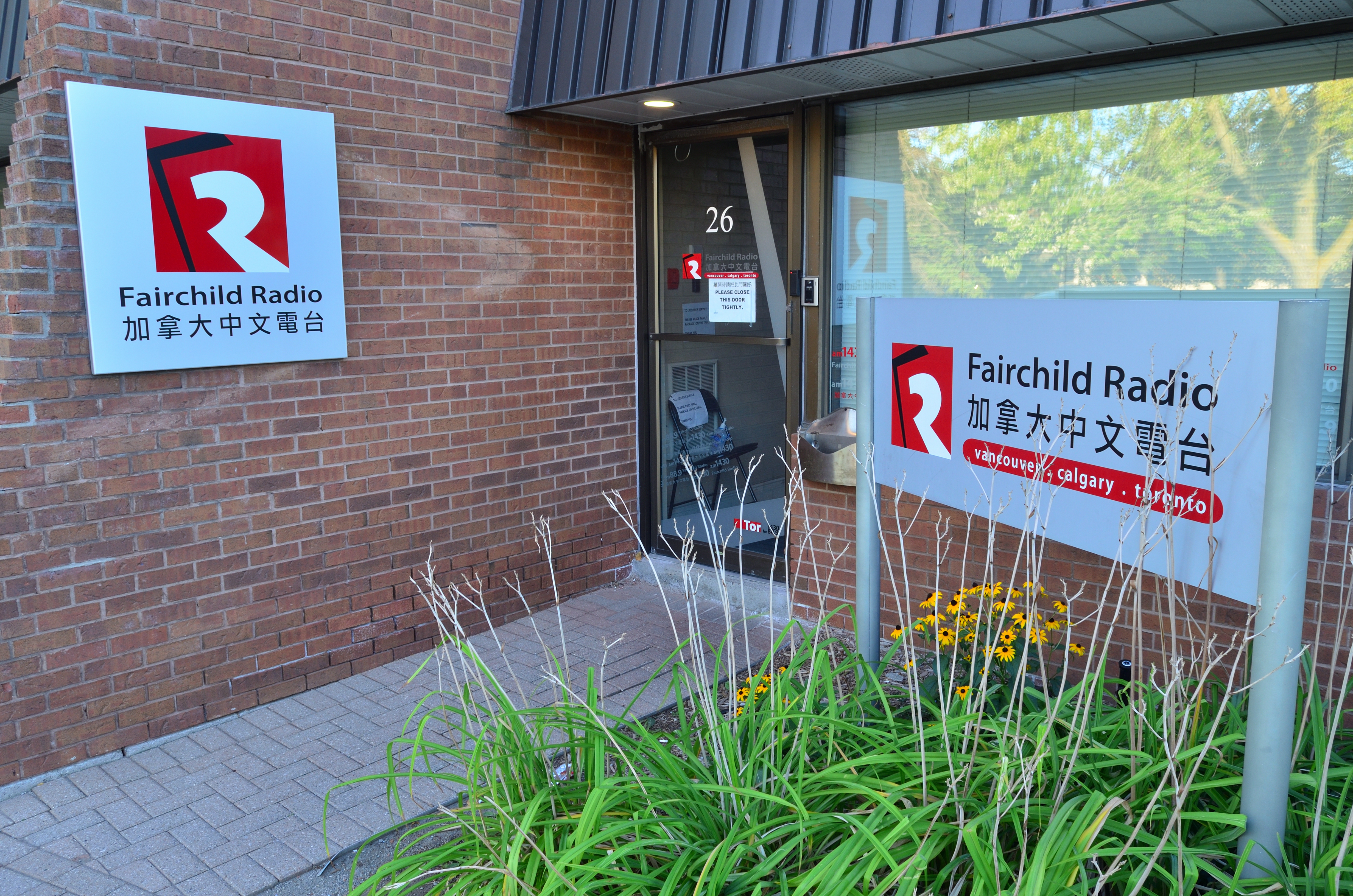
加拿大中文電台多倫多廣播室

新時代傳媒集團旗下的加拿大中文電台（Fairchild Radio）於溫哥華、多倫多和卡加利均設有站台，主要以粵語及普通話進行廣播，部分時段亦播放其他語言的節目。旗下站台如下：
- 溫哥華：AM1470、FM96.1
- 多倫多：AM1430
- 卡加利：FM94.7

集團於1992年收購溫哥華的AM1470頻率，成立溫哥華中文電台AM1470。集團後於1997年收購多倫多的AM1430頻率，並統一兩台名稱為「加拿大中文電台」。集團亦於1997年和1998年分別於溫哥華和卡加利創立FM96.1和FM94.7。
加拿大中文電台亦有部份節目於多倫多的FM88.9（呼號：CIRV-FM）播出，但該站台並非隸屬新時代傳媒集團；加拿大中文電台只是向該台購買部份時段來播出其節目而已。（FM88.9其他時段主要播放西班牙語及葡萄牙語節目。）另一方面，新時代傳媒集團與星島集團於2008年聯手接管AM1540（呼號：CHIN）的中文廣播時段，並將之易名為A1中文電台。（在此之前，AM1540的中文節目是以多倫多第一台的名義播出。）與FM88.9的情況相若，A1中文電台只是向AM1540購買廣播時段，而AM1540其他時段主要播放意大利語節目。

## 於新時代傳媒集團發掘的華人藝人

### 演員
- 康子妮--曾於1990年代末至2000年代初期間為新時代電視(多倫多)主持節目，其後返回香港並簽約成為無綫電視藝員。
- 李明慧--曾於1990年代中為新時代電視(溫哥華)主持節目，1997年返回香港參加《香港小姐競選》並奪得亞軍，其後簽約成為無綫電視藝員。
- 陳茵媺--曾為新時代電視(多倫多)主持節目《熒幕八爪娛》(多倫多)，2006年返回香港參加《香港小姐競選》奪得冠軍、參加《2007年國際中華小姐》。其後簽約成為無綫電視藝員。
- 張嘉兒--參加2005年《溫哥華華裔小姐競選》獲得神采飛場獎後曾於2006年，成為前《熒幕八爪娛》(溫哥華)主持，2007年返回香港參加《香港小姐競選》並奪得冠軍、參加《2008年國際中華小姐》得亞軍、參加《2008年世界小姐競選》獲得愛心小姐名銜並入選前十六名。其後簽約成為無綫電視藝員。
- 顏子菲-- 參加2006年《多倫多華裔小姐競選》獲得亞軍後於2006年，成為前《熒幕八爪娛》(多倫多)主持，2007年返回香港參加《亞洲小姐競選》並奪得亞軍，其後簽約成為亞洲電視藝員。
- 吳雲甫-- 曾於2007-2008年在新時代電視新聞部(多倫多)擔任體育記者及體育新聞主播。2009年返回香港參加《香港先生選舉》。其後簽約成為無綫電視藝員。

#### 華裔小姐
- 苟芸慧：2008年多倫多華裔小姐競選及2009年國際中華小姐競選冠軍，曾經為香港無綫電視藝員。
- 李亞男：2004年溫哥華華裔小姐競選及2005年國際華裔小姐競選冠軍，曾經為香港無綫電視藝員，並曾經為TVB8主持節目。
- 鍾嘉欣：2003年溫哥華華裔小姐競選及2004年國際華裔小姐競選冠軍，曾經為香港無綫電視藝員。
- 廖碧兒：2000年溫哥華華裔小姐競選及2001年國際華裔小姐競選冠軍，曾經為香港無綫電視藝員。
- 盧淑儀：1996年多倫多華裔小姐競選及1997年國際華裔小姐競選冠軍，曾參演多套香港電影。

#### Sunshine Girlz
- 楊洛婷--《1999年温哥華Sunshine Girlz》亞軍--《参加2003年度香港小姐競選》中勇奪亞軍。目前居於香港，現為TVB旗下藝員。

#### Sunshine Boyz
- 高鈞賢--《2003年多倫多Sunshine Boyz冠軍》--《2005年度香港先生選舉》少年組及全場總冠軍。
- 江梓瑋--《2003年温哥華Sunshine Boyz 冠軍》--曾參加《2005年度香港先生選舉》。目前居於香港，現為TVB旗下藝員。
- 辰亦儒--《2004年温哥華Sunshine Boyz冠軍》--已簽約成為台灣可米製作旗下藝人，於台灣拍攝偶像劇《終極一家》、《公主小妹》等。目前居於台北，是飛輪海成員之一。
- 商皓翔--《2004年温哥華Sunshine Boyz亞軍》--曾簽約成為台灣可米製作旗下藝人，曾拍攝一齣台灣偶像劇《東方茱麗葉》，目前居於温哥華。
- 利昂霖--《2004年温哥華Sunshine Boyz季軍》--已簽約成為台灣可米製作旗下藝人。於台灣拍攝偶像劇《終極一家》、《公主小妹》等。目前居於台北。
- 李北岳--《2005年温哥華Sunshine Boyz冠軍》--在2006年前往北京電影學院深造至今，並同時成為當地平面模特兒和演員，是饒雪漫小說的書模，也在其小說《沙漏》MTV版本主角。曾參演2010年中國電影《孔子》。目前居於北京。
- 竇驍--《2007年Sunshine Boyz冠軍》--在2008年前往北京電影學院深造至今。成為張藝謀2010年電影《山楂樹之戀》--男主角。目前居於北京。

#### 新聞主播
- 黃大鈞--曾於參加AM1470主辦之新聞記者訓練班，其後出任新時代電視新聞部(温哥華)記者及新聞主播，2005年回流香港，曾是香港無綫新聞高級記者兼主播。

#### 歌手
- 何詠雯--曾於2003年參加《新秀歌唱大賽溫哥華選拔賽》並打入總決賽，現為香港無綫娛樂新聞台主播。
- 關心妍--《1999年新秀歌唱大賽溫哥華選拔賽》冠軍及《全球華人新秀歌唱大賽》最具潛質新人，現為香港歌手。
- 蕭亞軒-- 曾於1998年參加《新秀歌唱大賽溫哥華選拔賽》並打入總決賽，其後返回台灣當歌手。
- 盧春如--《1998年新秀歌唱大賽溫哥華選拔賽》亞軍，現在在台灣當唱片騎師。
- 祝釩剛--《1998年新秀歌唱大賽溫哥華選拔賽》冠軍及《全球華人新秀歌唱大賽》亞軍，曾為台灣歌唱組合183club成員之一。

## 其他業務
- 《娛樂生活雜誌》（Popular Lifestyle & Entertainment Magazine）：以中文提供新時代傳媒集團旗下電子媒體的節目資訊（包括節目表）和介紹社區活動的刊物。加西版於1994年創刊，並於大溫哥華地區、卡加利和愛民頓發行。加東版則於大多倫多地區、滿地可和渥太華發行。

- 領先網络公司（eSeeNet.com）：於1995年成立，並於2000年加盟新時代傳媒集團。現時新時代集團旗下機構皆由此公司提供網站支援服務。

- 新時代國際電影公司（Fairchild Films International）：於2005年成立，曾拍攝一部名為《影月情缘》（Paper Moon Affair）的英語電影。

## 外部連結
- 新時代集團官方網站 （页面存档备份，存于）
- 加拿大中文電台溫哥華分台（AM1470 / FM96.1）網站 （页面存档备份，存于）
- 加拿大中文電台多倫多分台（AM1430 / FM88.9）網站 （页面存档备份，存于）
- 加拿大中文電台卡加利分台（FM94.7）網站
- 新時代電視官方網站 （页面存档备份，存于）
- 城市電視官方網站 （页面存档备份，存于）
- 娛樂生活雜誌官方網站 （页面存档备份，存于）
- 領先網络公司官方網站